# Вілл-Платт (Луїзіана)
Вілл-Платт (англ. Ville Platte) — місто (англ. city) в США, в окрузі Еванджелін штату Луїзіана. Населення — 6303 особи (2020).

## Географія
Вілл-Платт розташований за координатами 30°41′23″ пн. ш. 92°16′27″ зх. д. / 30.68972° пн. ш. 92.27417° зх. д. (30.689858, -92.274165).  За даними Бюро перепису населення США в 2010 році місто мало площу 10,41 км², з яких 10,41 км² — суходіл та 0,00 км² — водойми.

## Демографія
Згідно з переписом 2010 року, у місті мешкало 7430 осіб у 3046 домогосподарствах у складі 1877 родин. Густота населення становила 714 осіб/км².  Було 3472 помешкання (334/км²).
Расовий склад населення:
| - 64,4 % — чорних або афроамериканців - 33,8 % — білих - 0,6 % — азіатів - 0,2 % — корінних американців |

До двох чи більше рас належало 0,8 %. Частка іспаномовних становила 1,0 % від усіх жителів.
За віковим діапазоном населення розподілялося таким чином: 28,0 % — особи молодші 18 років, 54,9 % — особи у віці 18—64 років, 17,1 % — особи у віці 65 років та старші. Медіана віку мешканця становила 36,2 року. На 100 осіб жіночої статі у місті припадало 86,9 чоловіків;  на 100 жінок у віці від 18 років та старших — 79,5 чоловіків також старших 18 років.
Середній дохід на одне домашнє господарство  становив 34 154 долари США (медіана — 18 619), а середній дохід на одну сім'ю — 42 590 доларів (медіана — 23 569). Медіана доходів становила 39 052 долари для чоловіків та 20 774 долари для жінок. За межею бідності перебувало 38,0 % осіб, у тому числі 51,3 % дітей у віці до 18 років та 21,4 % осіб у віці 65 років та старших.
Цивільне працевлаштоване населення становило 1866 осіб. Основні галузі зайнятості: освіта, охорона здоров'я та соціальна допомога — 28,9 %, роздрібна торгівля — 12,6 %, мистецтво, розваги та відпочинок — 11,7 %.